# Massacre en Corée
 (novembre 2011).
Si vous disposez d'ouvrages ou d'articles de référence ou si vous connaissez des sites web de qualité traitant du thème abordé ici, merci de compléter l'article en donnant les références utiles à sa vérifiabilité et en les liant à la section « Notes et références ».
Massacre en Corée est un tableau de l'artiste Pablo Picasso peint à Vallauris le 18 janvier 1951, en réaction au massacre de No Gun Ri en 1950, où 400 civils furent assassinés par les soldats américains, lors de la guerre de Corée démarrée six mois plus tôt. L’œuvre mêle les styles expressionniste et cubiste. Le tableau est conservé au musée national Picasso-Paris,. 

## Contexte
La guerre de Corée, un des premiers conflits délocalisés de la guerre froide, débute le 25 juin 1950 et voit s'opposer la république de Corée (Corée du Sud) à la république populaire démocratique de Corée (Corée du Nord).

## Analyse/Description du tableau
Deux groupes se distinguent sur le tableau : à gauche, des femmes et enfants visés par des soldats situés sur la droite. 
Un contraste majeur entre les deux groupes est visible. Les civils sont nus, dessinés avec des formes rondes et des lignes courbes (des femmes et des enfants seulement) en totale opposition avec les hommes, visages cachés, aux lignes droites et cassantes, casqués, dans une posture de mise en joue.
Le fleuve est une frontière qui sépare les deux Corées, les civils des soldats et les victimes des bourreaux.
On peut distinguer une gradation dans la peur parmi les civils, où les personnages les plus éloignés du spectateur semblent n'avoir pas saisi l'imminence du désastre : une petite fille court se cacher auprès de sa mère, une autre joue insouciante, une jeune femme semble interloquée. Plus près, les mères ont le visage déformé par la terreur et une enfant cache son visage en cherchant à se protéger.
Le groupe d'hommes représente la force militaire, soulignée par la disproportion des armes. Le personnage de droite, non masqué, qui brandit une épée pour donner le signal de l'exécution, peut être perçu comme une allégorie de la décision politique.
Émile Bouvard, conservatrice du patrimoine du musée national Picasso-Paris, souligne : « A l'heure où l'URSS et les États-Unis testent l'efficacité de leurs complexes militaro-industriels sur le sol coréen, le véritable danger est perceptible dans ces corps de cyborgs médiévo-robotiques : c'est l'alliance technocratique entre l'industrie et l'armement, la dérive techniciste, ce paradoxe de la santé florissante d'une industrie des Trente Glorieuses qui produit aussi des armes de mort. »

## Présentation de l'œuvre
Cette peinture s'inscrit dans une filiation qui, par sa composition, évoque Tres de Mayo de Francisco de Goya (1814, musée du Prado, Madrid) et L'Exécution de Maximilien d'Édouard Manet (1868-1869, Städtische Kunsthalle, Mannheim). Ces œuvres relèvent de la peinture d'histoire contemporaine. Il s'agit d'un genre auquel Pablo Picasso s'était déjà intéressé avec Guernica (1937, musée national centre d'art Reina Sofía, Madrid) ou Le Charnier (1945, MoMa, New York).
|  |  |

Dans ces années-là, Pablo Picasso s'affranchit des idées communistes, bien qu'il ait toujours maintenu son adhésion au Parti communiste français depuis 1944. Il s'éloigne de l'esthétique réaliste-socialiste prônée par le parti. Cependant, cette œuvre reste engagée en rejoignant la propagande maoïste de l'époque selon laquelle la guerre de Corée n'était rien d'autre que le massacre de ses habitants par les troupes américaines.